# When I Was Your Man
«When I Was Your Man» —en español: «Cuando era tu hombre»— es una balada interpretada por el cantante y compositor estadounidense Bruno Mars, incluida en su segundo álbum de estudio Unorthodox Jukebox (2012). La canción fue escrita por Mars, Philip Lawrence, Ari Lavine y Andrew Wyatt (el cantante de Miike Snow), mientras que la producción estuvo a cargo de The Smeezingtons. Fue lanzado como el tercer sencillo promocional tomada del álbum y está programado para ser el segundo sencillo oficial.

## Video musical
El video musical de la canción fue dirigido por Cameron Duddy y Bruno Mars, y fue estrenado 5 de febrero. Mars hace las veces de un trovador solitario que se sienta delante de un piano de ponerse un par de gafas de sol con un vaso medio lleno de whisky. Está ambientado al estilo de la década de 1970 evocados en sus efectos retro. El vídeo consiguió más de 1.000.000.000 reproducciones desde su lanzamiento en 2013.

## Lista de canciones
Alemania (Germany) – CD sencillo
1. "When I Was Your Man" – 3:49
2. "Locked Out of Heaven" (Cazzette's Answering Machine Mix) – 5:04

| N.º | Título                | Duración |  |
| 1.  | «When I Was Your Man» | 3:33     |  |

## Posicionamiento en listas y certificaciones
| Listas (2013)                              | Mejor posición |
| ------------------------------------------ | -------------- |
| Alemania (Media Control AG)                | 23             |
| Australia (ARIA)                           | 6              |
| Austria (Ö3 Austria Top 40)                | 11             |
| Bélgica (Flandes) (Ultratop 50)            | 7              |
| Bélgica (Valonia) (Ultratop 50)            | 14             |
| Canadá (Hot 100)                           | 3              |
| República Checa (Rádio Top 100)            | 6              |
| Corea del Sur (Gaon International Singles) | 9              |
| Dinamarca (Tracklisten)                    | 4              |
| Eslovaquia (Rádio Top 100)                 | 5              |
| Escocia (The Official Charts Company)      | 10             |
| España (Top 100 Canciones)                 | 33             |
| Estados Unidos (Billboard Hot 100)         | 1              |
| Estados Unidos (Pop Songs)                 | 1              |
| Estados Unidos (Adult Top 40)              | 1              |
| Estados Unidos (Adult Contemporary)        | 9              |
| Finlandia (OFC)                            | 13             |
| Francia (SNEP)                             | 9              |
| Irlanda (IRMA)                             | 6              |
| Israel (Media Forest)                      | 4              |
| Japón (Hot 100)                            | 60             |
| Noruega (VG-lista)                         | 8              |
| Nueva Zelanda (Recorded Music NZ)          | 4              |
| Países Bajos (Dutch Top 40)                | 7              |
| Reino Unido (UK Singles Chart)             | 2              |
| Suecia (Sverigetopplistan)                 | 16             |
| Suiza (Schweizer Hitparade)                | 12             |
| Venezuela (Record Report)                  | 2              |

| País           | Organismo certificador | Certificación    | Ventas    | Ref.   |
| -------------- | ---------------------- | ---------------- | --------- | ------ |
| Alemania       | BVMI                   | Disco de Oro     | 150 000   | [ 25 ] |
| Australia      | ARIA                   | Disco de Platino | 210 000   | [ 26 ] |
| Dinamarca      | IFPI Dinamarca         | Disco de Oro     | 15 000    | [ 27 ] |
| Estados Unidos | RIAA                   | Disco de Platino | 2 000 000 | [ 28 ] |
| Nueva Zelanda  | RIANZ                  | Disco de Platino | 15 000    | [ 29 ] |

### Sucesión en listas
| Anterior: «Thrift Shop» de Macklemore & Ryan Lewis con Wanz | Billboard Hot 100 — Sencillo Nro 1 20 de abril de 2013 — 27 de abril de 2013 | Siguiente: «Just Give Me a Reason» de Pink con Nate Ruess |
| Anterior: «Daylight» de Maroon 5                            | Billboard Pop Songs — Sencillo Nro 1 13 de abril de 2013 — 4 de mayo de 2013 | Siguiente: «Stay» de Rihanna con Mikky Ekko               |
| Anterior: «I Will Wait» de Mumford & Sons                   | Adult Pop Songs — Sencillo Nro 1 27 de abril de 2013 — 11 de mayo de 2013    | Siguiente: «Just Give Me a Reason» de Pink con Nate Ruess |

## Historia
Líricamente se trata de una historia personal de su autor que ocurrió antes de conseguir la fama. Relata el arrepentimiento que tiene por dejar escapar a la mujer, que entonces era su ideal.
No obstante, en su letra Mars desea que la nueva pareja de aquella chica pueda alcanzar la felicidad. Su anhelo es que esa joven reciba todo el amor y atención que el propio Mars no le pudo dar, de lo cual ahora se arrepiente.

## Versión en español
- La versión en español titulada Cuando era tu hombre fue interpretada oficialmente por el mexicano Costel en el 2014, aunque en el año 2013 se registró una versión no oficial por Gerardo Osorio a través de la página YouTube.